# 월화원부인
월화원부인(月華院夫人)은 고려의 초대 왕 태조 왕건의 제23비이다.

## 생애
《고려사》〈열전〉의 월화원부인 항목에는, 대광(大匡) 영장(英章)의 딸이며 기록에 그 성씨를 잃었다고만 적고 있다. 또 영장이라는 인물에 대한 기록 역시 찾아볼 수가 없다.
현대의 일부 학자들은 월화원부인의 출신이 제대로 기록되지 않은 점, 또 월화원부인이 제23비에 머물러 있는 점 등을 두고 그녀와 그녀의 집안이 신라 출신이 아니며, 또 그 지위가 그다지 높지 않았을 것으로 추측하기도 한다.
앞서 언급한대로 월화원부인에 대한 기록이 거의 없어 그녀의 자세한 생애는 물론, 생몰년이나 능지 조차 알 수 없다. 호는 월화원부인(月華院夫人)이다. 남편 태조와의 사이에서 자녀는 없었다.

## 기타
- 1981년 동아일보에 연재된 김성한의 대하소설 《왕건》 제168회에서는, 월화원부인을 후백제 지역의 군관 영장의 딸로 묘사하고 있다. 또 왕건이 견훤의 아버지인 아자개의 집에서 하룻밤을 보낼 때 월화원부인이 바쳐진 것으로 나오며, 성을 양씨(梁氏)로, 이름을 월화로 나타내고 있다[3].

## 가계
- 아버지 : 영장(英章)
- 어머니 : 미상
  - 남편 : 제1대 태조 신성대왕(太祖 神聖大王, 877~943 재위: 918~943)
  - 후궁 : 월화원부인(月華院夫人)